# Allai
Allai (en sard, Àllai) és un municipi italià, dins de la província d'Oristany. L'any 2007 tenia 413 habitants. Es troba a la regió de Barigadu. Limita amb els municipis de Busachi, Fordongianus, Ruinas, Samugheo, Siamanna, Siapiccia i Villaurbana.

## Administració
| Període | Identitat        | Partit        |
| ------- | ---------------- | ------------- |
| 2005-   | Enzo Tonino Saba | Llista cívica |